# Waleed Abdullah
Waleed Abdullah Ali (arabski: وليد عبدالله,ur. 19 kwietnia 1986) – saudyjski piłkarz, grający na pozycji bramkarza w klubie Al-Nassr  oraz reprezentacji Arabii Saudyjskiej.
W 2017 podpisał trzyletni kontrakt z Al-Nassr, który w 2020 przedłużył na kolejne trzy sezony.